# Bactérie photosynthétique
Les bactéries photosynthétiques sont des procaryotes qui utilisent la lumière comme source initiale d'énergie.
On les distingue des bactéries chimiotrophes, lesquelles utilisent l'énergie de composés chimiques.
Parmi les eubactéries, on en distingue deux grands types :
- les cyanobactéries (par exemple, Pleurocapsa) ;
- les bactéries vertes (chlorobactéries) et les bactéries pourpres (rhodobactéries).

Les bactéries pourpres et les bactéries vertes utilisent comme source d'électrons des molécules réduites comme le H2S, le soufre, l'hydrogène ou la matière organique. En conséquence leur photosynthèse est anoxygénique.
Les cyanobactéries réalisent une photosynthèse oxygénique.